# 6307 Майстей
6307 Майстей (6307 Maiztegui) — астероїд головного поясу, відкритий 22 листопада 1989 року.
Тіссеранів параметр щодо Юпітера — 3,363.